# 谢志强 (企业家)
谢志强（？—），广东湛江人，中华人民共和国企业家，广西平铝集团有限公司董事长。2018年被评为改革开放40年百名杰出民营企业家。